# Carl Juel
 Der er flere personer med dette navn, se Carl Juel (direktør).
Carl Juel (22. juni 1706 – 1. september 1767) var en dansk hofembedsmand, gehejmeråd og stiftamtmand, bror til Niels Juel.

## Karriere
Juel var en søn af etatsråd Knud Juel (d. 1709). 1731 blev han tjenstgørende kammerjunker hos dronning Sophie Magdalene, 1735 tillige assessor (dommer) i Højesteret og 1738 stiftamtmand i Christianssand Stift og amtmand i Nedenæs og Råbygdelagets Amter. 1742 kaldtes han tilbage for at overtage stillingen som hofmester for prinsesse Louise og udnævntes samme år til Ridder af Dannebrog. Ved kronprinsens giftermål året efter blev han hofmester hos kronprinsessen og ved tronskiftet 1746 overhofmester hos dronningen. 1747 udnævntes han til ridder af l'union parfaite og 1749 til gehejmeråd.

## Diplomat
1751 sendtes Juel til Sverige som overordentlig ambassadør for at lykønske kong Adolf Frederik til tronbestigelsen og tillige undersøge den politiske situation der. Han udnævntes ved denne lejlighed til Serafimerridder. Ved kongens giftermål 1752 med Juliane Marie af Braunschweig-Wolfenbüttel overtog Juel stillingen som overhofmester hos hende, men 1754 fjernedes han helt fra hoffet tillige med sin hustru, der var overhofmesterinde hos dronningen. Den preussiske gesandt Häseler, der roser Juel stærkt og kalder ham et af de bedste hoveder i landet, tilskriver J.H.E. Bernstorff skylden for denne fjernelse, da han var bange for Juels indflydelse hos dronningen og så en medbejler i ham. Juel var nu overhofmester for det ridderlige Akademi i Sorø og amtmand i Sorø og Ringsted Amter fra 1754-60, stiftamtmand på Fyn og amtmand i Odense, Dalum, Sankt Knuds og Rugård Amter fra 1760-67. 1762 udnævntes han tillige med Cai Rantzau til at repræsentere Danmark på den kongres, der skulle træde sammen i Berlin for at mægle mellem Danmark og Rusland, men da kejser Peter III blev myrdet inden kongressens åbning, kaldtes afsendingerne straks tilbage. 1763 blev Juel gehejmekonferensråd, og 1766 arvede han efter sin ældre broder Niels Juel stamhuset Taasinge.

## Ægteskaber
Han var gift tre gange: 1. gang 15. august 1738 med hofdame Christiane Henriette Louise von Schleinitz (24. september 1709 – 12. august 1756); 2. gang 24. marts 1759 med Anna Margrethe Juel (18. september 1741 – 1. maj 1761), søster til Gregers Christian Juel; 3. gang 24. marts 1762 med Amalie Christiane Raben (4. august 1736 – 1. august 1803), datter af gehejmeråd Christian Frederik Raben (1693-1773) og Berte Scheel von Plessen (1707-1786).